# Kars (prowincja)
Prowincja Kars (tur. Kars Ili) – jednostka administracyjna w Turcji, położona w Regionie Wschodnia Anatolia (tur. Doğu Anadolu Bölgesi), przy granicy z Armenią.
W przeszłości obszar ten był centrum ormiańskiego Królestwa Ani, podbitego przez Bizantyjczyków, a następnie zajętego przez Seldżuków i Osmanów. W latach 1878–1917 prowincja należała do Cesarstwa Rosyjskiego. W latach 1918–1920 okręg Kars wchodził natomiast w skład Demokratycznej Republiki Armenii.

## Dystrykty

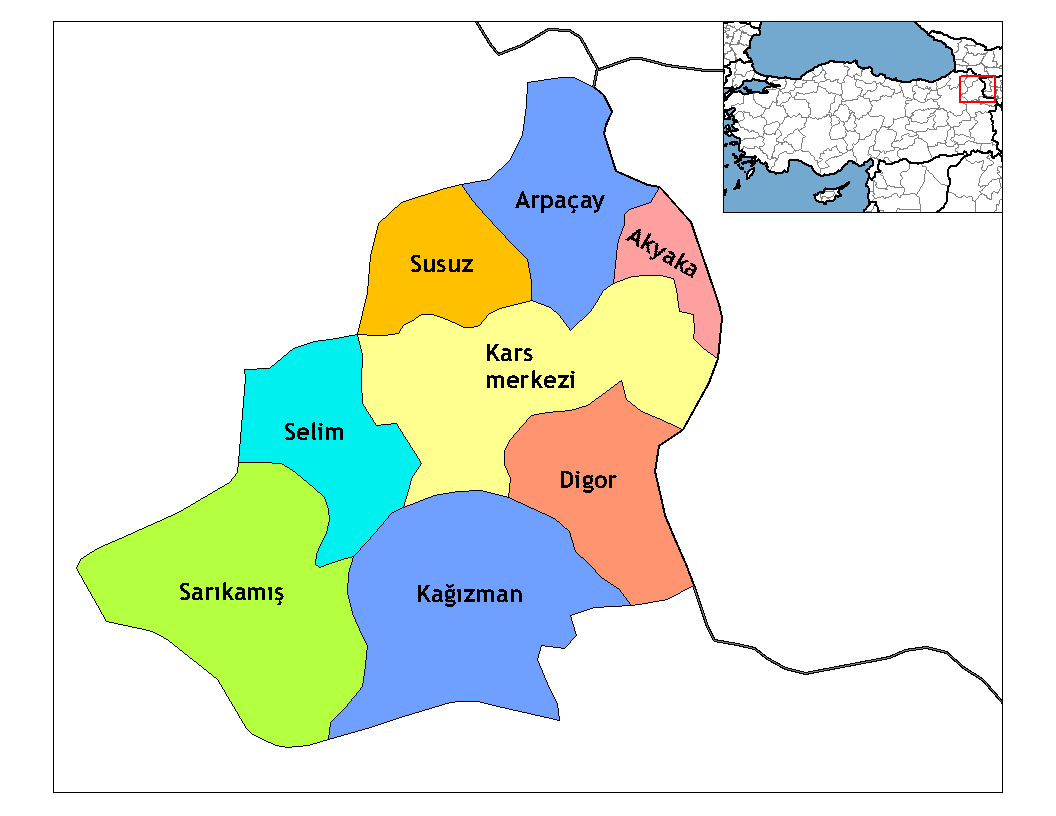
Dystrykty w prowincji Kars

Prowincja Kars dzieli się na osiem dystryktów:
- Akyaka
- Arpaçay
- Digor
- Kağızman
- Kars
- Sarıkamış
- Selim
- Susuz